# Ostermiething
Ostermiething är en ort och kommun  i Österrike. Den ligger i distriktet Braunau am Inn i förbundslandet Oberösterreich, 260 kilometer väster om huvudstaden Wien. Kommunen gränsar i väster till floden Salzach som även är gräns mot Bayern i Tyskland.
Kommunen består av 14 orter (Ortschaften) (inom parentes invånarantal 1 januari 2024):

- Diepoltsdorf (80)
- Ernsting (301)
- Ettenau (91)
- Felm (26)
- Gumpling (196)
- Hollersbach (5)
- Marktl (31)
- Ortholling (13)
- Ostermiething (2 243)
- Roidham (11)
- Simling (170)
- Sinzing (160)
- Steinbach (34)
- Wimm (46)